# AFC Unirea Slobozia
Asociația Fotbal Club Unirea 04 Slobozia, cunoscut sub numele de Unirea Slobozia, este un club de fotbal din Slobozia, județul Ialomița, care evoluează în prezent în SuperLiga României. Unirea a fost fondată în 1955, apoi reînființată în 2004, fiind pentru aproape toată istoria sa o echipă clasică a Ligii a III-a.
Unirea a avut șapte sezoane petrecute în al doilea eșalon, Liga a II-a, la începutul anilor 1990 și între 2012 și 2015, când „galben-albaștrii” au obținut un loc 3, chiar în spatele a două cluburi de top din Liga I, Poli Iași și Rapid. Pe 24 aprilie 2024 Unirea Slobozia a promovat în Liga I, după ce a învins cu 1-0 în deplasare la CS Mioveni.

## Istorie
Clubul a fost înființat în 1955 sub numele de Combil Slobozia, aflându-se sub tutela întreprinderii cu același nume și a jucat cincisprezece sezoane în Campionatele Regionale și Județene, având în acest timp mai multe nume precum Avântul, Voința și Energia.

Fostul logo, folosit până în 2024.

Unirea 04 Slobozia a fost antrenată de Ion Cojocaru, Eusebiu Tudor, Vladimir Marica, Gheorghe Liliac, Marian Catană, Ion Răuță, Constantin Prepeliță. În primul an competițional după reînființare, sezonul 2004–05, clubul a participat în Liga a IV-a cu un lot în care majoritatea fotbaliștilor erau juniori, promovând în Liga a III-a.După ce a staționat câțiva ani în Liga a III-a,a reușit să promoveze în Liga a II-a.
Echipa de seniori a Unirii 04 Slobozia, recent preluată de CSM Unirea Slobozia, joacă pe un stadion renovat, „1 Mai”, din Slobozia cu 5.000 de locuri pe scaune.
După câteva sezoane în Liga a II-a, în sezonul 2023/24, Unirea Slobozia a reușit să promoveze în Superliga.

## Palmares
Liga a II-a
 Campioni (1) : 2023-24
 Liga a III-a
 Campioni (5) : 1982–83, 1985–86, 1988–89, 2011–12, 2019–20
 Vicecampioni (3): 1978–79, 1979–80, 2010–11
 Liga a IV-a – Ialomița
 Campioni (3) : 1969–70, 1997–98, 2004–05
 Cupa României
- Optimi/Grupe (2): - 2017-18, 2022-23
- 16-zecimi/Play-off (3): - 2021-22, 2023-24, 2024-25

## Parcursul competițional
| Sezon   | Nivel | Divizie                     | Loc   | Note                                           | Cupa României |
| ------- | ----- | --------------------------- | ----- | ---------------------------------------------- | ------------- |
| 2025-26 | 1     | SuperLiga României          | TBD   |                                                | TBD           |
| 2024–25 | 1     | SuperLiga României          | 14    | Câștigătoarea barajului de promovare/menținere | Play-off      |
| 2023–24 | 2     | Liga a II-a                 | 1 (C) | Promovată                                      | Play-off      |
| 2022–23 | 2     | Liga a II-a                 | 7     |                                                | Faza grupelor |
| 2021–22 | 2     | Liga a II-a                 | 6     |                                                | Șaisprezecimi |
| 2020–21 | 2     | Liga a II-a                 | 16    | Câștigătoarea barajului de menținere           | Turul trei    |
| 2019–20 | 3     | Liga a III-a (Seria a II-a) | 1 (C) | Promovată                                      | Turul trei    |
| 2018–19 | 3     | Liga a III-a (Seria a II-a) | 4     |                                                | Turul patru   |
| 2017–18 | 3     | Liga a III-a (Seria a II-a) | 3     |                                                | Optimi        |
| 2016–17 | 3     | Liga a III-a (Seria a II-a) | 5     |                                                | Turul patru   |
| 2015–16 | 3     | Liga a III-a (Seria a II-a) | 4     |                                                | Turul patru   |
| 2014–15 | 2     | Liga a II-a (Seria I)       | 11    | Retrogradată                                   |               |
| 2013–14 | 2     | Liga a II-a (Seria I)       | 3     |                                                | Turul patru   |
| 2012–13 | 2     | Liga a II-a (Seria I)       | 7     |                                                | Turul patru   |
| 2011–12 | 3     | Liga a III-a (Seria a II-a) | 1 (C) | Promovată                                      | Turul patru   |
| 2010–11 | 3     | Liga a III-a (Seria a II-a) | 2     |                                                | Șaisprezecimi |

| Sezon     | Nivel | Divizie                     | Loc   | Note         | Cupa României |
| --------- | ----- | --------------------------- | ----- | ------------ | ------------- |
| 2009–10   | 3     | Liga a III-a (Seria a II-a) | 3     |              |               |
| 2008–09   | 3     | Liga a III-a (Seria a II-a) | 4     |              |               |
| 2007–08   | 3     | Liga a III-a (Seria a II-a) | 8     |              |               |
| 2006–07   | 3     | Liga a III-a (Seria a II-a) | 6     |              |               |
| 2005–06   | 3     | Divizia C (Seria a II-a)    | 7     |              |               |
| 2000–01   | 3     | Divizia C (Seria a III-a)   | 16    | Retrogradată |               |
| 1999–2000 | 3     | Divizia C (Seria a II-a)    | 14    |              |               |
| 1998–99   | 3     | Divizia C (Seria a II-a)    | 12    |              |               |
| 1997–98   | 4     | Divizia D (IL)              | 1 (C) | Promovată    |               |
| 1993–94   | 3     | Divizia C (Seria a II-a)    | 19    | Retrogradată |               |
| 1992–93   | 2     | Divizia B (Seria I)         | 18    | Retrogradată |               |
| 1991–92   | 2     | Divizia B (Seria I)         | 9     |              |               |
| 1990–91   | 2     | Divizia B (Seria I)         | 8     |              |               |
| 1989–90   | 2     | Divizia B (Seria I)         | 13    |              |               |
| 1988–89   | 3     | Divizia C (Seria a IV-a)    | 1 (C) | Promovată    |               |
| 1987–88   | 2     | Divizia B (Seria I)         | 16    | Retrogradată |               |

## Lotul actual
La 19 iulie 2025.
| Nr. |                   | Poziție | Jucător                 |
| --- | ----------------- | ------- | ----------------------- |
|     | România           | F       | Radu-Alexandru Negru⁠(d) |
|     | Republica Moldova | M       | Petru Neagu⁠(d)          |
|     | România           | A       | Filip Ilie⁠(d)           |
|     | România           | M       | Raul Rotund⁠(d)          |
|     | România           | F       | Constantin Toma         |
|     | România           | M       | Andrei Dorobanțu⁠(d)     |
|     | România           | M       | Cristian Bărbuț         |
|     | Croația           | M       | Adnan Aganović          |
|     | Ucraina           | A       | Dmîtro Iusov⁠(d)         |
|     | Georgia           | A       | Bachana Arabuli⁠(d)      |
|     | Ghana             | A       | Said Ahmed Said⁠(d)      |

| Nr. |                   | Poziție | Jucător                       |
| --- | ----------------- | ------- | ----------------------------- |
|     | Republica Moldova | P       | Denis Rusu                    |
|     | Mexic             | F       | Paolo Medina⁠(d)               |
|     | România           | M       | Paul Antoche⁠(d)               |
|     | România           | M       | Florin Purece⁠(d)              |
|     | România           | M       | Eduard Florescu⁠(d)            |
|     | România           | F       | Alexandru Dinu⁠(d)             |
|     | Uruguay           | F       | Ariel Ignacio López Varela⁠(d) |
|     | România           | M       | Ștefan Pacionel⁠(d)            |
|     | România           | F       | Ionuț Coadă⁠(d)                |
|     | România           | F       | Daniel Șerbănică⁠(d)           |

## Oficialii clubului
| Rol                        | Nume                  |
| -------------------------- | --------------------- |
| Proprietar                 | Slobozia Municipality |
| Președinte                 | Constantin Prepeliță  |
| Președinte executiv        | Ilie Lemnaru          |
| Director sportiv           | Laurențiu Radu        |
| Șeful Centrului de Tineret | Ion Ionescu           |
| Manager de echipa          | Marian Nohai          |

| Rol                  | Nume                      |
| -------------------- | ------------------------- |
| Antrenor             | Adrian Mihalcea           |
| Antrenori asistenți  | Enache Costea Romeo Soare |
| Antrenor de portari  | Dănuț Harnagea            |
| Antrenori de fitness | Bogdan Hetco              |
| Doctorul Clubului    | Vitalie Suvac             |
| Maseur               | Gabriel Basarab           |
| Magazioner           | Andrei Vizireanu          |

## Foști jucători de seamă
Fotbaliștii înscriși mai jos au avut selecții internaționale pentru țările lor la nivel de juniori și/sau seniori și/sau selecții semnificative pentru AFC Unirea Slobozia.
România
- Mihai Adăscăliței
- Christo Bolohan
- Cristian Coconașu
- Laurențiu Cristea
- Leonida Dobre
- Marian Florea
- Dumitru Gheorghe
- Viorel Gheorghe
- Ionuț Gurău
- Augustin Ivașcă
- Marius Jianu
- Marius Macare
- Liviu Mihai
- Adrian Mihalcea
- Emil Nanu
- Ciprian Perju
- Adrian Răduca
- Costel Roșu
- Ciprian Rus
- Iosif Damaschin
- Gheorghe Tătaru
- Leontin Toader
- Ștefan Petcu

## Foști antrenori
- Titus Ozon (1977–1978)
- Vasile Dobrău (1989–1990)
- Marin Dună (2012–2013)
- Costel Enache (2022–2023)
- Ion Ionescu
- Marian Catană
- Ion Cojocaru
- Vladimir Marica
- Constantin Prepeliță
- Ion Răuță